# Hottögsfjället
Hottögsfjället är ett fjäll i Jämtland, nordnordöst om Anarisfjällen. Högsta punkt är belägen 1.107 meter över havet.